# Łuka (rejon chmielnicki, obwód winnicki)
Łuka (ukr. Лука) – wieś na Ukrainie, w obwodzie winnickim, w rejonie chmielnickim, w hromadzie Chmielnik. W 2001 liczyła 216 mieszkańców, spośród których 215 wskazało jako ojczysty język ukraiński, a 1 rosyjski